# FedExForum
FedExForum er en sportsarena i Memphis i Tennessee, USA, der er hjemmebane for NBA-holdet Memphis Grizzlies. Arenaen har plads til ca. 18.000 tilskuere, og blev indviet i september 2004, hvor det erstattede Grizzlies tidligere hjemmebane Pyramid Arena.